# Индијан Хилс (Колорадо)
Индијан Хилс (енгл. Indian Hills) насељено је место без административног статуса у америчкој савезној држави Колорадо.

## Демографија
По попису из 2010. године број становника је 1.280, што је 83 (6,9%) становника више него 2000. године.
| Група             | 2000.         | 2010.         |
| Белци             | 1.137 (95,0%) | 1.217 (95,1%) |
| Афроамериканци    | 3 (0,3%)      | 3 (0,2%)      |
| Азијати           | 2 (0,2%)      | 5 (0,4%)      |
| Хиспаноамериканци | 31 (2,6%)     | 33 (2,6%)     |
| Укупно            | 1.197         | 1.280         |